# Rudolph Sprickmann Kerkerinck

Rudolph Sprickmann Kerkerinck

Rudolph Sprickmann Kerkerinck (* 13. Juli 1848 in Münster; † 18. Januar 1905 in Rheine) war von 1873 bis 1905 Bürgermeister der westfälischen Stadt Rheine.

## Lebenslauf
Als Sohn eines Kaufmanns und Urenkel von Anton Matthias Sprickmann, dem münsterschen Dichter und Juristen, wurde Rudolph Sprickmann Kerkerinck 1848 in Münster geboren. Nach der Schulzeit auf dem Gymnasium Paulinum absolvierte er eine Kaufmannslehre, leistete 1868 als Einjährig-Freiwilliger seinen Militärdienst in Berlin ab und musste 1870/1871 im Deutsch-Französischen Krieg als Soldat kämpfen. In der Schlacht bei Spichern schwer verwundet, übernahm ihn der preußische Staat in den Kommunaldienst. Nach einer Vorbereitungszeit in St. Mauritz bei Münster wurde er am 1. Dezember 1873 mit erst 25 Jahren zum Bürgermeister von Rheine ernannt. Bis zu seinem plötzlichen Tod im Jahr 1905 brachte er die Stadt Rheine zu großer wirtschaftlicher Blüte.

## Verdienste
Unter Rudolph Sprickmann Kerkerincks Leitung entstanden in Rheine
- eine zentrale Wasser- und Gasversorgung,
- die Freiwillige Feuerwehr,
- ein Krankenhaus,
- eine Straßenbeleuchtung,
- die Anfänge der Kanalisation,
- ein Schlachthof,
- Schulen und Kindergärten und
- das Standesamt.

Während seiner Dienstzeit wuchs die Bevölkerung auf mehr als das Doppelte; neue Wohngebiete mussten erschlossen werden; zahlreiche kulturelle und soziale Dienste entstanden und wurden von Bürgermeister und Stadtrat kräftig unterstützt.
Rheine wurde unter Sprickmann Kerkerinck im letzten Viertel des 19. Jahrhunderts zu einem bedeutenden Zentrum der westfälischen Textilindustrie, das vor allem mit den Namen der Unternehmerfamilien Kümpers, Timmerman, Jackson und Schem verbunden ist.
Nach ihm ist in Rheine die Sprickmannstraße benannt. Die Sprickmannstraße und der Sprickmannplatz in Münster-Kinderhaus wurden jedoch nach seinem Urgroßvater Anton Matthias Sprickmann benannt, dem Juristen und Dichter der Sturm-und-Drang-Zeit.